# Gastrotheca pseustes
Gastrotheca pseustes là một loài ếch trong họ Hemiphractidae. Chúng là loài đặc hữu của Ecuador.
Môi trường sống tự nhiên của nó là các khu rừng vùng núi ẩm nhiệt đới hoặc cận nhiệt đới, vùng cây bụi nhiệt đới hoặc cận nhiệt đới vùng đất cao, đồng cỏ ở cao nhiệt đới hoặc cận nhiệt đới, sông, đầm nước ngọt, đầm nước ngọt có nước theo mùa, vùng đồng cỏ, và các khu rừng trước đây bị suy thoái nặng nề. Loài này đang bị đe dọa do mất môi trường sống.